# Кресты (Ярославль)
Кресты — местность на южной окраине Ярославля вдоль Московского проспекта, от улицы Институтской до улицы Калинина. Расположена на Крестовой горе — самом высоком месте города. Является южными «вратами» Ярославля.

## История
В 1655 году ростовский митрополит Иона Сысоевич установил на холме «у врат града Ярославля, для его сохранения» трехметровый крест в память о прекращении в Ярославле моровой язвы 1654 года. Место это — высшая географическая точка при въезде в Ярославль, и, как писал Н. Г. Первухин, «уже в XVII веке славился здесь вид на широко раскинувшийся внизу город с белыми ветхими башнями и благолепием полусотни богатых храмов».
Немного позже для святыни была сооружена часовня. А в 1677 году крестьянами Спасского монастыря была построена и освящена деревянная церковь Положения Ризы Божией Матери. Расположенная здесь казённая деревня Михайловская стала называться по церкви — село Богородское или Крест-Богородское (или просто Крест).

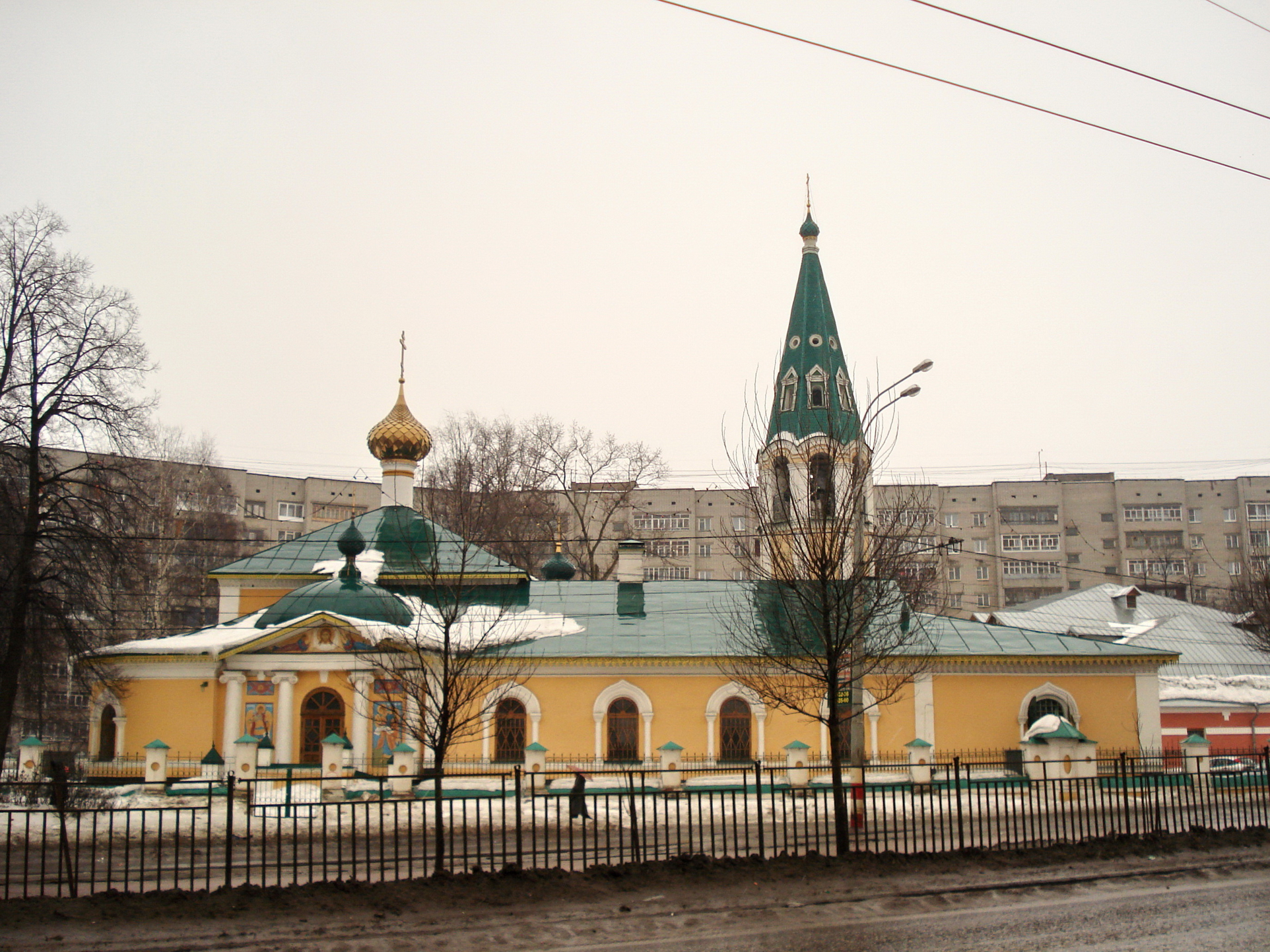
Крестобогородская церковь

В 1760 году в селе при помощи ярославского купца Д. М. Затрапезнова рядом с деревянным был построен каменный храм (деревянный через 2 года перенесли в село Сидорково).
По формулярной ведомости 1822 года в селе числились 53 двора, в которых проживало 265 приходских казенного ведомства крестьян (119 мужского пола и 146 женского). Также в домах при церкви проживали священник и диакон с семьями.
В начале 19 века село относилось к Пятовской волости, с середины века стало центром Крестобогородской волости.

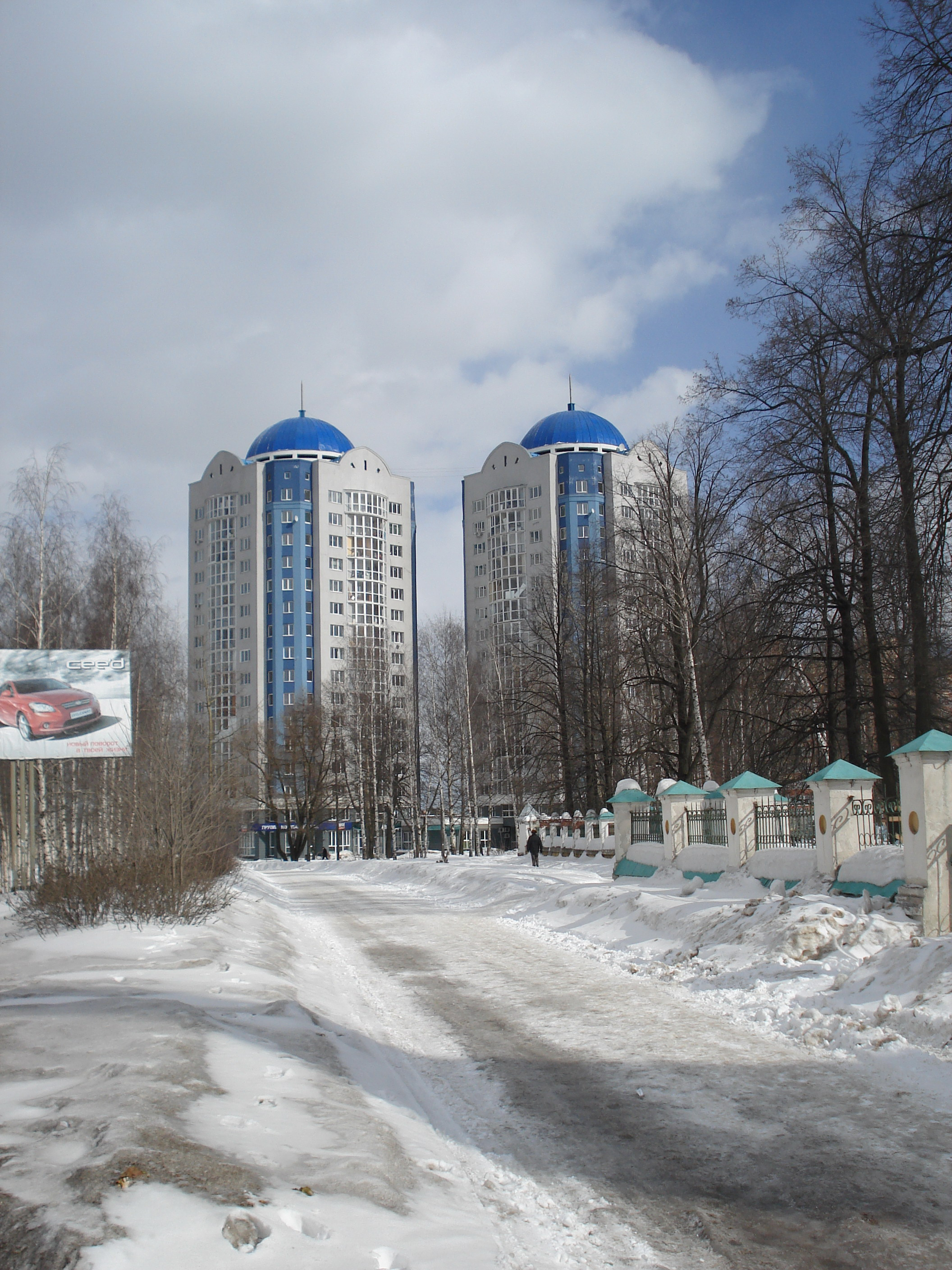
ЖК «Голубой топаз» в Крестах

В 1956 году Горстройпроектом была разработана первая схема планировки юго-западного района Ярославля, в связи с предстоящим строительством новой крупной промышленной зоны.
На заседании исполнительного комитета Ярославского областного Совета депутатов трудящихся, проходившего 15 июня 1966 года было принято решение «Об организации въезда в город Ярославль в районе с. Крест», в соответствии с которым был расширен Московский проспект и снесены дома с западной его стороны. Решением одобрялся также снос Крестобогородской церкви, однако Министерство культуры РСФСР настояло на сохранении храма.
В конце 1970-х село было полностью включено в городскую черту.
С 1970-х годов бывшее село застраивается многоэтажными жилыми домами. В нём построен самый длинный жилой дом в Ярославле (490 метров), получивший разговорное название «Китайская стена», и самое высокое здание города — жилой комплекс «Голубой топаз» (65 метров). Рядом с Крестовским прудом был разбит парк культуры и отдыха Новоярославского НПЗ.

## Инфраструктура
- Парк «Нефтяник» (ул. Павлова, 2Б)
- Дом культуры «Нефтяник» (Московский пр-т, 92)
- Школа № 6 им. Подвойского (пр-д Подвойского, 11)
- Детский сад № 36 «Белочка» (ул. Курчатова, 11)
- Детский сад № 41 «Алёнушка» (пр-д Подвойского, 13)
- Детский сад № 110 (пр-д Подвойского, 7Б)
- Торгово-развлекательный центр «Шоколад» (Московский пр-т, 108)
- Торговый центр «Пирамида» (Московский пр-т, 90)
- Мини-рынок «Кресты»
- Автоцентр «Genser Ярославль» (Московский пр-т, 163)
- Гипермаркет «Спортмастер» (Московский пр-т, 159А)
- Крестобогородская церковь (Московский пр-т, 161)
- Кладбище «Кресты» (при церкви).